# Weehawken
Weehawken és un municipi de la part nord del comtat de Hudson, a l'estat estatunidenc de Nova Jersey. Es troba tocant al riu Hudson. Segons el cens dels Estats Units del 2020, la població del municipi era de 17.197 habitants, un augment de 4.643 (+37,0%) respecte al recompte del cens del 2010 de 12.554.